# Challenger de Temuco 2024
El torneo Challenger de Temuco 2024, denominado por razones de patrocinio Challenger Dove Men+Care Temuco fue un torneo de tenis perteneció al ATP Challenger Tour 2024 en la categoría Challenger 100. Se trató de la 3.ª edición, el torneo tuvo lugar en la ciudad de Temuco (Chile), desde el 25 de noviembre hasta el 1 de diciembre de 2024 sobre pista dura al aire libre.

## Jugadores participantes del cuadro de individuales
| Preclasificado | País                      | Jugador                    | Rank1 | Posición en el torneo |
| 1              | Bandera de Estados Unidos | Aleksandar Kovacevic       | 96    | Segunda ronda         |
| 2              | Bandera de Argentina      | Francisco Comesaña         | 102   | Primera ronda, retiro |
| 3              | Bandera de Argentina      | Camilo Ugo Carabelli       | 104   | FINAL                 |
| 4              | Bandera de Argentina      | Thiago Agustín Tirante     | 123   | Baja                  |
| 5              | Bandera de Chile          | Tomás Barrios              | 162   | Cuartos de final      |
| 6              | Bandera de Argentina      | Santiago Rodríguez Taverna | 233   | Primera ronda         |
| 7              | Bandera de Perú           | Gonzalo Bueno              | 237   | Primera ronda         |
| 8              | Bandera de Brasil         | Mateus Alves               | 271   | Primera ronda         |

- 1 Se ha tomado en cuenta el ranking del 18 de noviembre de 2024.

### Otros participantes
Los siguientes jugadores recibieron una invitación (wild card), por lo tanto ingresan directamente al cuadro principal (WC):
- Diego Fernández Flores
- Francisco Comesaña
- Diego Dedura-Palomero

Los siguientes jugadores ingresan al cuadro principal tras disputar el cuadro clasificatorio (Q):
- Pedro Boscardin Dia
- Tomás Farjat
- Conner Huertas del Pino
- Mariano Kestelboim
- Gilbert Klier Júnior
- Stefanos Sakellaridis

## Campeones

### Individual Masculino
- Hady Habib derrotó en la final a  Camilo Ugo Carabelli por 6–4, 6–7(3), 7–6(2)

### Dobles Masculino
- Christian Harrison /  Evan King derrotaron en la final a  Benjamin Lock /  Renzo Olivo, 7–6(5), 7–5